# Drezden
Drezden – białoruska grupa synthpopowa, założona w 2018 roku przez wokalistę zespołów Lapis Trubieckoj i Brutto Siarhieja Michałoka. Nazwa zespołu pochodzi od rosyjskiej nazwy Drezna, w którym urodził się muzyk. Zespół wydał dotychczas dwa albumy studyjne. Pierwszy z nich, zawierający 11 utworów, został opublikowany 30 sierpnia 2018 roku, a w jego nagrywaniu oprócz wokalisty uczestniczyli również serbski gitarzysta Vladimir Opsenica i technik dźwięku Witalij Tełezyn. Po wydaniu płyty do grupy dołączyli klawiszowiec Pawieł Michałok, ówczesny basista Krambambuli Aleś-Franciszak Myszkiewicz, gitarzysta Pawieł Wialiczka i perkusista Lapis Trubieckoj Dzianis Szurau. W tym składzie zespół nagrał swój drugi album Edielwiejs, który miał swoją premierę 3 grudnia 2019 roku. Tego samego dnia została zapowiedziana pierwsza trasa koncertowa Drezden, która odbyła się na początku 2020 roku.

## Skład

### Obecny skład zespołu
- Siarhiej Michałok – wokal (od 2018)
- Pawieł Wialiczka – gitara (od 2018)
- Aleś-Franciszak Myszkiewicz – gitara basowa (od 2018)
- Pawieł Michałok – klawisze (od 2018)
- Dzianis Szurau – perkusja (od 2018)[7]

### Muzycy sesyjni
- Vladimir Opsenica – wszystkie instrumenty na albumie Drezden (2018)[8]

## Dyskografia

### Albumy studyjne
| Rok  | Dane dot. albumu                                                                                         | Źródło |
| ---- | --- | ------ |
| 2018 | Drezden - Data wydania: 30 sierpnia 2018 - Wydawca: Soyuz Music                                          | [ 9 ]  |
| 2019 | Edielwiejs - Oryginalna pisownia tytułu: Эдельвейс - Data wydania: 3 grudnia 2019 - Wydawca: Soyuz Music | [ 10 ] |

### Single
| Rok  | Dane dot. singla                                                                                         | Album      | Źródło |
| ---- | --- | ---------- | ------ |
| 2019 | „Edielwiejs” - Oryginalna pisownia tytułu: „Эдельвейс” - Data wydania: 14 listopada 2019                 | Edielwiejs | [ 11 ] |
| 2020 | „Barrikado” - Data wydania: 20 grudnia 2020                                                              | –          | [ 12 ] |
| 2021 | „Giliotina” - Oryginalna pisownia tytułu: „Гильотина” - Data wydania: 1 września 2021                    | –          | [ 13 ] |
| 2022 | „Mołodost' i radost'” - Oryginalna pisownia tytułu: „Молодость и радость” - Data wydania: 18 lutego 2022 | –          | [ 14 ] |
| 2022 | „Miegapolis bluz” - Oryginalna pisownia tytułu: „Мегаполис блюз” - Data wydania: 12 marca 2022           | –          | [ 15 ] |

## Teledyski
| Rok  | Tytuł                 | Pisownia oryginalna   | Data premiery     | Reżyser              | Źródło |
| ---- | --------------------- | --------------------- | ----------------- | -------------------- | ------ |
| 2018 | „Drezden”             | „Drezden”             | 30 sierpnia 2018  | Ołeksandr Stekołenko | [ 16 ] |
| 2018 | „Ronin”               | „Ронин”               | 3 grudnia 2018    | Serhij Sarachanow    | [ 17 ] |
| 2019 | „Ajsbierg”            | „Айсберг”             | 25 marca 2019     | Artur Wakarau        | [ 18 ] |
| 2019 | „Koały”               | „Коалы”               | 13 maja 2019      | Karalina Palakowa    | [ 19 ] |
| 2019 | „Edielwiejs”          | „Эдельвейс”           | 14 listopada 2019 | Karalina Palakowa    | [ 20 ] |
| 2020 | „Dawida oleń”         | „Давида олень”        | 19 maja 2020      | Władimir Niefiedow   | [ 21 ] |
| 2020 | „Barrikado”           | „Barrikado”           | 20 grudnia 2020   | Karalina Palakowa    | [ 12 ] |
| 2021 | „Giliotina”           | „Гильотина”           | 1 września 2021   | Karalina Palakowa    | [ 13 ] |
| 2022 | „Mołodost' i radost'” | „Молодость и радость” | 18 lutego 2022    | Karalina Palakowa    | [ 14 ] |